# Primo e Donato
Primo e Donato (IV secolo) sono due martiri africani, venerati come santi dalla Chiesa cattolica, che li celebra il 9 febbraio
Primo e Donato erano due diaconi della Chiesa di Lemellefa, il cui martirio è raccontato da Ottato nel suo De schismate Donatistarum. Lemellefa era un borgo romano nella Mauritania Sitifense, sede di una diocesi, identificabile con Bordj-Redir nella provincia di Bordj Bou Arreridj in Algeria.
Durante una sommossa organizzata dai donatisti, guidati dai vescovi Ianuario di Fiumepiscense e Felice di Zabi, fu presa d'assalto la chiesa cattolica di Lemellefa. Trovandola chiusa, gli aggressori scoperchiarono il tetto e lanciarono le tegole sui fedeli radunati in chiesa; in quest'assalto, trovarono la morte i due diaconi che difendevano l'altare, Primo, figlio di Ianuario, e Donato, figlio di Nino. Questo fatto cruento si svolse nel 362 circa.
Nel sinodo donatista di Theveste, celebratosi dopo questi fatti, il vescovo cattolico di Lemellefa, Primoso, accusò i donatisti dell'assalto alla sua chiesa e della morte dei suoi due diaconi.
I nomi di questi due martiri non appaiono in nessun calendario liturgico antico. Fu il Baronio ad inserire i loro nomi nel Martirologio Romano alla data del 9 febbraio, che li ricorda con queste parole:
(Martirologio Romano. Riformato a norma dei decreti del Concilio ecumenico Vaticano II e promulgato da papa Giovanni Paolo II, Città del Vaticano, Libreria editrice vaticana, 2004, pp. 192-193)